# 阿方索·加西亚·罗夫莱斯
阿方索·加西亚·罗夫莱斯（1911年3月20日—1991年9月2日）是一名墨西哥外交官和政治家，在1982年，他與瑞典的阿爾瓦·米達爾共同獲得諾貝爾和平獎。
他出生於米卻肯州的薩莫拉，在加入國家的外交職務前，他曾於墨西哥國立自治大學接受法律培訓。1945年，他曾擔任代表出席聯合國成位的舊金山會議。從1962年到1964年，他是駐巴西大使。1964年至1970年，他出任外交部國務大臣。1971年至1975年，他為駐聯合國代表服務。其後兩年他又被任命為外長。在1975至197676，他被任命為墨西哥常駐聯合國代表。他積極推動特拉特洛爾科條約，在拉丁美洲和加勒比地區設立無核武器區，使他在1982年與阿爾瓦·米達爾共同獲得諾貝爾和平獎。